# Strophingia arborea
Strophingia arborea är en insektsart som beskrevs av Loginova 1976. Strophingia arborea ingår i släktet Strophingia och familjen rundbladloppor. Inga underarter finns listade i Catalogue of Life.